# Raorchestes gryllus
Espèce
Synonymes
- Philautus gryllus Smith, 1924
- Pseudophilautus gryllus (Smith, 1924)

Statut de conservation UICN

 VU  : Vulnérable
Raorchestes gryllus est une espèce d'amphibiens de la famille des Rhacophoridae.

## Répartition
Cette espèce se rencontre :
- au Viêt Nam dans les provinces de Thái Nguyên, de Vĩnh Phúc, de Cao Bằng, de Lào Cai, de Kon Tum, de Gia Lai, de Đắk Lắk et de Lâm Đồng ;
- au Laos dans la province de Champassak.

## Publication originale
- Smith, 1924 : New tree-frogs from Indochina and the Malay Peninsula. Proceedings of the Zoological Society of London, vol. 1924, p. 225-234.